# Castell de Sant Llorenç de la Muga
Castell de Sant Llorenç de la Muga és una construcció del municipi de Sant Llorenç de la Muga (Alt Empordà) declarada bé cultural d'interès nacional.

## Descripció
El castell termenat de Sant Llorenç de la Muga s'alçava als afores del nucli murat, a uns 200 m a ponent del Portal de Dalt. Edifici militar de planta probablement triangular. Actualment, només es conserva la torre de l'Homenatge i el sector septentrional dels murs que la circuïen, així com altres vestigis menys notables. La torre, aixecada en el centre del recinte, és de planta quadrada i d'uns 10 metres d'alçada. Són visibles les espitlleres. L'aparell és de còdols i argamassa amb carreus ben escairats als angles. A l'interior es conserva volta de canó de pedruscall.
Al sector de tramuntana del clos de muralles que encerclaven el castell, hi ha una bestorre de planta semicircular. La planta inferior era coberta amb volta apuntada de pedruscall. Al damunt de la volta, a uns 3 m, uns merlets força malmesos. A la part interior hi ha un rest d'espitlleres. La paret de la bestorre continua més enllà i forma la muralla del castell. Té uns 8 m d'alt i uns 5 m de llarg i l'aparell constructiu d'aquest llenç de muralla, com també el de la bestorre és molt semblant al de la torre mestra.
Al vèrtex occidental hi ha un mur en angle recte d'uns 8 m d'alt amb petites sageteres. L'aparell sembla força posterior al descrit anteriorment.
Per les característiques constructives, els principals elements del castell, com ara la torre mestra i la bestorre de tramuntana es datarien vers el segle xiii.
Relacionada amb el sistema defensiu de la localitat destaca també la Torre de Guaita o Torre dels Moros.

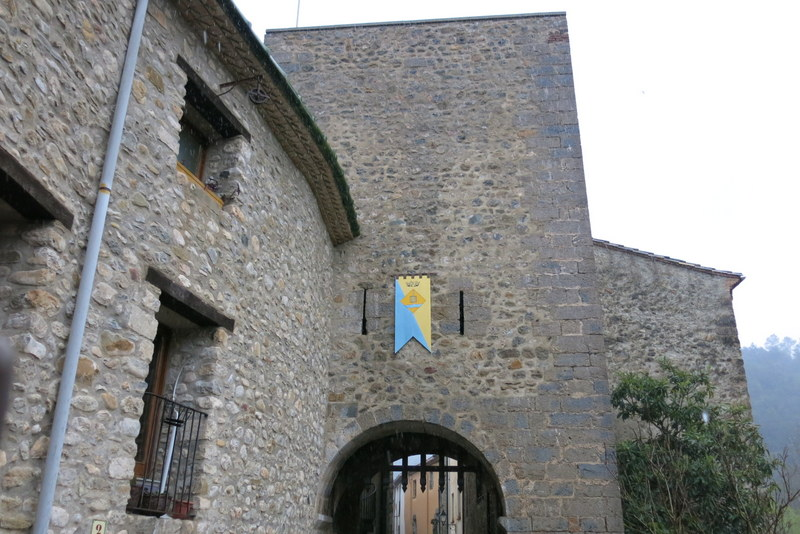
Sant Llorenç de la Muga (març 2015)

## Història
El lloc ja surt documentat l'any 972. El castell, però, no apareix fins a l'any 1210, quan Arnau de Llers, en el seu testament el llegà al seu fill Bernat. L'any 1225, Bernat de Llers vengué a Jaume I el castell, «castellum meum de Sancto Laurentio de Samuga», junt amb el castell de Bassegoda i les mines properes. Durant el segle xiii, el castell passà a dependre dels Rocabertí. Dalmau de Rocabertí bescanvià amb l'infant Pere, l'any 1272, la vila i el terme de Torroella de Montgrí per les baronies de Vilademuls i de Sant Llorenç de la Muga. En morir Dalmau de Rocabertí, el vescomtat fou repartit. Dalmau es quedà la baronia de Muga, Guerau heretà Navata i Jofre tingué Rocabertí.
Segons un document de l'any 1357, al castell hi havia un notari públic de nom Francesc Agullana que restava sota l'autoritat del vescomte de Rocabertí. Durant la guerra civil catalana del segle xv, el rei concedí el castell a Pere de Rocabertí. Durant aquest segle, el castell de Sant Llorenç participà en la defensa de la frontera amb les terres que depenien del rei francès. En el diari de les corts celebrades a Barcelona el 26 d'agost de 1475 s'esmenta que «Rodrigo Trayguero ab gent del rey de França ha scalat e pres lo loc de Sent Llorens de Samuga». En aquesta època i en segles posteriors el castell continuà depenent de la casa vescomtal de Rocabertí.